# 雷米希
雷米希（德语、法语：Remich）是卢森堡东南部的一个具有城市地位的市镇，是雷米希县的首府，人口约3,000。该市位于摩泽尔河左岸，是卢森堡面积最小的市镇。